# Calyptotheca rupicola
Calyptotheca rupicola är en mossdjursart som beskrevs av Hayward och Ryland 1995. Calyptotheca rupicola ingår i släktet Calyptotheca och familjen Parmulariidae. Inga underarter finns listade i Catalogue of Life.